# 2022년 동계 올림픽 경기장
다음은 2022년 동계 올림픽과 2022년 동계 패럴림픽 경기장 목록이다. 베이징시 차오양구에 위치한 베이징 지구(Beijing Cluster), 베이징시 옌칭구에 위치한 옌칭 지구(Yanqing Cluster), 장자커우시에 위치한 장자커우 지구(Zhangjiakou Cluster)로 총 3개의 지구로 구분되어 있다.

## 베이징지구
베이징 지구는 주로 동계 올림픽의 빙상 종목의 경기를 치를 예정이고, 개막식과 폐막식이 열릴 예정이다.
| 이름                               | 종목                       | 종목                       | 수용 인원 | 위치                           | 상태       |
| 이름                               | 올림픽                     | 패럴림픽                   | 수용 인원 | 위치                           | 상태       |
| ---------------------------------- | -------------------------- | -------------------------- | --------- | ------------------------------ | ---------- |
| 베이징 국가체육장                  | 의식 (개막식/폐막식), 시상 | 의식 (개막식/폐막식), 시상 | 91,000    | 베이징시 차오양구, 올림픽 공원 | 기존, 영구 |
| 베이징 국가수영센터                | 컬링                       | 휠체어 컬링                | 17,000    | 베이징시 차오양구, 올림픽 공원 | 기존, 임시 |
| 베이징 국립 실내경기장             | 아이스하키                 | 파라 아이스하키            | 18,000    | 베이징시 차오양구, 올림픽 공원 | 기존, 임시 |
| 베이징 우커쑹 스포츠센터           | 아이스하키                 |                            | 18,000    | 베이징시 차오양구              | 기존, 영구 |
| 베이징 국가 스피드 스케이팅 체육장 | 스피드스케이팅             |                            | 12,000    | 베이징시 차오양구, 올림픽 공원 | 신설, 영구 |
| 베이징 캐피털 실내 경기장          | 쇼트트랙, 피겨스케이팅     |                            | 17,345    | 베이징시 차오양구              | 기존, 영구 |
| 빅 에어 쇼우강                     | 프리스타일, 스노보드       |                            | 12,000    | 베이징시 스징산구              | 신설, 영구 |

## 옌칭지구
옌칭 지구는 봅슬레이, 루지, 스켈레톤 등의 썰매 종목과 알파인스키 종목의 경기를 치를 예정이다.
| 이름                       | 종목                     | 종목       | 수용 인원 | 위치            | 상태       |
| 이름                       | 올림픽                   | 패럴림픽   | 수용 인원 | 위치            | 상태       |
| -------------------------- | ------------------------ | ---------- | --------- | --------------- | ---------- |
| 옌칭 국립 슬라이딩 센터    | 봅슬레이, 스켈레톤, 루지 |            | 10,000    | 베이징시 옌칭구 | 신설, 영구 |
| 옌칭 국립 알파인 스키 센터 | 알파인스키               | 알파인스키 | 8,500     | 베이징시 옌칭구 | 신설, 영구 |
| 옌칭 메달 플라자           | 시상                     | 시상       | -         | 베이징시 옌칭구 | 신설, 영구 |

## 장자커우지구
장자커우 지구는 프리스타일, 크로스컨트리, 스키점프, 노르딕복합, 바이애슬론을 포함한 스키 종목과 스노보드 종목 대부분의 경기를 치를 예정이다.
| 이름                            | 종목                     | 종목                     | 수용 인원 | 위치       | 상태       |
| 이름                            | 올림픽                   | 패럴림픽                 | 수용 인원 | 위치       | 상태       |
| ------------------------------- | ------------------------ | ------------------------ | --------- | ---------- | ---------- |
| 장자커우 국립 바이애슬론 센터   | 바이애슬론               | 바이애슬론, 크로스컨트리 |           | 장자커우시 | 신설, 영구 |
| 장자커우 국립 스키점프 센터     | 스키점프, 노르딕복합     |                          |           | 장자커우시 | 신설, 영구 |
| 장자커우 국립 크로스컨트리 센터 | 크로스컨트리, 노르딕복합 |                          |           | 장자커우시 | 신설, 임시 |
| 겐팅 스노파크                   | 프리스타일, 스노보드     | 스노보드                 | 15,000    | 장자커우시 | 신설, 영구 |
| 장자커우 메달 플라자            | 시상                     | 시상                     | -         | 장자커우시 | 신설, 영구 |

## 선수촌 및 미디어촌
- 베이징 동계 올림픽 선수촌 (2,300실)
- 옌칭 올림픽 선수촌 (1,430실)
- 장자커우 올림픽 선수촌 (2,640실)
- 중국 국립 컨벤션 센터
- 옌칭 미디어 프레스 센터
- 장자커우 겐팅 호텔